# Alabama (canción de Julia Tutwiler)
Alabama es el himno del estado de Alabama en los Estados Unidos; fue adoptado como canción oficial del estado el 9 de marzo de 1931.

## Historia
«Alabama» fue escrito como poema por Julia Tutwiler, una distinguida educadora y humanitaria. Se cantó por primera vez con una melodía austriaca, pero en 1931, La música escrita por Edna Gockel Gussen, organista y directora de coro de Birmingham, Alabama, fue adoptada por la Federación Estatal de Clubes de Música y, gracias a sus esfuerzos, La Resolución Conjunta de la Cámara 74 fue adoptada el 9 de marzo de 1931. La Ley n.º 126 adoptó la música y la letra como canción estatal de Alabama.  El proyecto de ley fue presentado por el Honorable Tyler Goodwyn, de Montgomery, y fue promulgado por el Gobernador B. M. Miller.
La inspiración para escribir el poema Alabama le llegó a Julia Tutwiler después de regresar a su estado natal desde «Alemania», donde había estado estudiando nuevos métodos educativos para niñas y mujeres. Recordó que en Alemania el patriotismo se inspiraba en canciones emotivas. Pensó que sería útil para restaurar el ánimo de su propio pueblo darles una nueva canción patriótica, inspiradora. Ella escribió «Alabama».

## Letra
Alabama, Alabama, We will aye be true to thee,
From thy Southern shores where groweth,
By the sea thine orange tree.
To thy Northern vale where floweth,
Deep and blue the Tennessee,
Alabama, Alabama, We will aye be true to thee!
Broad thy stream whose name thou bearest;
Grand thy Bigbee rolls along;
Fair thy Coosa-Tallapoosa
Bold thy Warrior, dark and strong,
Goodlier than the land that Moses
Climbed lone Nebo's Mount to see,
Alabama, Alabama, we will aye be true to thee!
From thy prairies, broad and fertile,
Where thy snow-white cotton shines.
To the hills where coal and iron,
Hide in thy exhaustless mines,
Strong-armed miners -sturdy farmers;
Loyal hearts what'er we be,
Alabama, Alabama, we will aye be true to thee!
From thy quarries where the marble
White as that of Paros gleams
Waiting till thy sculptor's chisel,
Wake to life thy poet's dreams;
Fear not only wealth of nature,
Wealth of mind hast thou no fee,
Alabama, Alabama, we will aye be true to thee!
Where the perfumed south-wind whispers,
Thy magnolia groves among,
Softer than a mother's kisses,
Sweeter than a mother's song,
Where the golden jasmine trailing,
Woos the treasure-laden bee,
Alabama, Alabama, we will aye be true to thee!
Brave and pure thy men and women,
Better this than corn and wine
Make us worthy, God in Heaven
Of this goodly land of Thine.
Hearts as open as thy doorways.
Liberal hands and spirits free.
Alabama, Alabama, we will aye be true to thee!
Little, little can I give thee,
Alabama, mother mine.
But that little - hand, brain, spirit.
All I have and am are thine.
Take, O take, the gift and giver.
Take and serve thyself with me.
Alabama, Alabama, we will aye be true to thee!

### En español
Alabama, Alabama, siempre te seremos fieles.
Desde tus costas del sur donde crece,
Junto al mar tu naranjo.
A tu valle del Norte donde fluye,
Profundo y azul el Tennessee,
Alabama, Alabama, ¡siempre seremos fieles a ti!
Amplio tu arroyo cuyo nombre llevas;
Grande es tu gran abeja que rueda;
Bella tu Coosa-Tallapoosa
Audaz tu guerrero, oscuro y fuerte,
Más buena que la tierra que Moisés
Subí al solitario monte Nebo para ver,
Alabama, Alabama, ¡siempre seremos fieles a ti!
De tus praderas, amplias y fértiles,
Donde brilla tu algodón blanco como la nieve.
A las colinas donde hay carbón y hierro,
Escóndete en tus minas inagotables,
Mineros de brazos fuertes - agricultores robustos;
Corazones leales, seamos lo que seamos,
Alabama, Alabama, ¡siempre seremos fieles a ti!
De tus canteras donde se encuentra el mármol
Blanco como brilla el de Paros
Esperando hasta que el cincel de tu escultor,
Despierta a la vida los sueños de tu poeta;
No temas sólo a la riqueza de la naturaleza,
La riqueza del espíritu no te da ningún honor,
Alabama, Alabama, ¡siempre seremos fieles a ti!
Donde susurra el perfumado viento del sur,
Entre tus arboledas de magnolias,
Más suaves que los besos de una madre,
Más dulce que la canción de una madre,
Donde se arrastra el jazmín dorado,
Corteja a la abeja cargada de tesoros,
Alabama, Alabama, ¡siempre seremos fieles a ti!
Valientes y puros sean tus hombres y mujeres,
Mejor esto que el maíz y el vino.
Haznos dignos, Dios del Cielo.
De esta buena tierra tuya.
Corazones tan abiertos como tus puertas.
Manos liberales y espíritus libres.
Alabama, Alabama, ¡siempre seremos fieles a ti!
Poco, poco puedo darte,
Alabama, madre mía.
Pero esa pequeña mano, cerebro, espíritu.
Todo lo que tengo y soy es tuyo.
Toma, oh toma, el don y al dador.
Tómalo y sírvete conmigo.
¡Alabama, Alabama, siempre te seremos fieles!